# Амадиу, Лижия
Лижия Амадиу (порт. Ligia Amadio; род. 21 августа 1964, Сан-Паулу) — бразильский дирижёр.
В детстве на протяжении пяти лет училась игре на фортепиано у Марии Кристины да Понта Фьоре, затем поступила на инженерное отделение Политехнической школы Университета Сан-Паулу и окончила её в 1985 году, после чего сделала выбор в пользу музыкальной карьеры и поступила в Университет Кампинаса, где её наставником стал композитор Алмейда Праду. Занималась дирижированием под руководством Элеазара де Карвалью. В 1997 году вошла в число финалистов Международного конкурса дирижёров в Токио. В 2010 году получила степень доктора музыки в Университете штата Сан-Паулу за подготовку научного издания фортепианного концерта Энрике Освальда (научный руководитель Наим Марун).
В 1996—2009 гг. главный дирижёр Национального симфонического оркестра, одновременно в 2000—2003 гг. руководила оркестром Национального университета Куйо в Аргентине. В 2009 году возглавила Симфонический оркестр Кампинаса, однако уже в том же году была приглашена на пост главного дирижера симфонического оркестра Университета Сан-Паулу, на котором оставалась до 2012 года. Одновременно в 2010—2014 гг. возглавляла Филармонический оркестр Мендосы в Аргентине. В 2014—2017 гг. главный дирижёр Филармонического оркестра Боготы, в 2017—2023 гг. — Филармонического оркестра Монтевидео. Выступала и как оперный дирижёр — в частности, с «Волшебной флейтой» Вольфганга Амадея Моцарта в театре «Солис» (2019). С 2023 года главный дирижёр Симфонического оркестра Минас-Жерайс.
Выступает как пропагандист женского дирижирования, провела два симпозиума женщин-дирижёров (Сан-Паулу, 2016 и Монтевидео, 2018).